# بلدية بريبولد
بلدية بريبولد  هي بلدية في سلوفينيا، والمستوى الثاني من التقسيم الإداري، تقع في Savinja Statistical Region ‏، بلغ عدد سكانها 4,514  نسمة، تبلغ مساحتها 41.0 كيلومتر مربع، رمزها البريدي هو 3312.